# Samira Ibrahim
Samira Ibrahim (àrab: سميرة ابراهيم)  (Sohag, 28 de setembre de 1986) Samira Ibrahim Mohammed és una activista egípcia que es donà a conéixer durant la revolució egípcia del 2011.

## L'asseguda de Tahrir i les conseqüències
El 9 de març del 2011 participà en una asseguda a la plaça Tahrir (plaça de l'Alliberament) del Caire. Els militars van dispersar violentament ls participants de la protesta, i Samira Ibrahim i altres dones foren colpejades, van rebre descàrregues elèctriques, foren empresonades i registrades nues en vídeo pels soldats. També les van sotmetre a proves de virginitat. Les proves es feren suposadament per a protegir els soldats de denúncies de violació.
Després de reeixir en un tribunal civil, el desembre del 2011 s'emeté una resolució judicial per erradicar la pràctica de les “proves de virginitat”. Al març del 2012, però, un tribunal militar exonerà el doctor Adel El Mogy dels càrrecs presentats en relació amb la prova de virginitat de Samira Ibrahim.
Ibrahim decidí dur el seu cas als tribunals internacionals.

## Acusacions de Twitter
A principis de març del 2013, Ibrahim fou criticada després que Samuel Tadros escrigués en The Weekly Standard acusant-la de publicar declaracions antisemites i antiamericanes en el seu compte de Twitter. En reacció a l'atemptat suïcida d'un autobús d'israelians a Bulgària, escrigué: "Hui és un dia molt dolç amb moltes notícies molt dolces". El 2012, en l'aniversari dels atacs terroristes de l'11 de setembre, explicà al Twiter: "Hui és l'aniversari de l'11 de setembre. Que cada any vinga amb Amèrica cremant".
Com a conseqüència, el Departament d'Estat estatunidenc anuncià que no li atorgava el Premi International Women of Courage Award.
Ibrahim afirmà que el seu compte de Twitter havia estat "prèviament robat" i que "qualsevol tuit sobre racisme i odi no és meu". Més tard, però, declarà: "Em negue a disculpar-me amb el lobby sionista dels Estats Units respecte a les meues declaracions antisionistes anteriors, per la qual cosa el govern estatunidenc em retirà el premi". El Departament d'Estat dels Estats Units declarà que Ibrahim havia abandonat els Estats Units per a tornar a Egipte.

## Premis i reconeixements
- Lloc 20, 2012 Time 100.